# A Burglar’s Mistake
A Burglar’s Mistake (deutsch: Der Fehler eines Einbrechers) ist ein US-amerikanischer Kriminalfilm des Regisseurs David Wark Griffith aus dem Jahr 1909. Das Drehbuch schrieb ebenfalls David Wark Griffith, der Stummfilm ist eine Produktion der American Mutoscope and Biograph Company.

## Handlung
Der wohlhabende Bankier Henry J. Newman wird mit einer Jugendsünde erpresst und soll monatlich 300 Dollar Schweigegeld zahlen. Während Newman mit seiner Familie beisammen ist, kommt der Erpresserbrief an, in dem der Erpresser Dick Folsom unter der Androhung des Verrats an Newmans Ehefrau die Summe einfordert. Newman zögert zunächst und versucht den Erpresser abzuweisen. Daraufhin besucht ihn Folsom in seinem Büro und fordert die sofortige Zahlung der ersten monatlichen Rate, oder er werde unverzüglich Newmans Fehltritt seiner Ehefrau offenbaren. Letztendlich zahlt Newman, und der Erpresser zieht mit seiner Beute davon.
Das Geld ist bald verprasst, und Folsom erhält Besuch von einem Kumpanen, der einen Mittäter für einen lukrativen Einbruch sucht. Gemeinsam ziehen sie zu Newmans Haus, brechen ein und raffen die Wertsachen zusammen. Doch sie werden auf frischer Tat ertappt. Während der Komplize entkommt, stolpert Folsom und wird von dem bewaffneten Hausherrn gestellt. Überrascht erkennt Folsom in dem Hausherrn das Opfer seiner Erpressung. Zunächst glaubt Folsom, dass er ohne Folgen davonkommt. Doch Newman nutzt die perfekte Gelegenheit, sich seines Erpressers für immer zu entledigen.

## Produktionsnotizen
A Burglar’s Mistake ist ein One-Reeler auf 35-mm-Film mit einer Länge von 959 Fuß. Der Film wurde am 23. März 1909 beim United States Copyright Office registriert und kam am 25. März 1909 in die Kinos. Kopien sind in der Library of Congress und im Museum of Modern Art Department of Film erhalten.

## Kritik
The Moving Picture World veröffentlichte in ihrer Ausgabe vom 3. April 1909 eine kurze Besprechung. Die Biograph Company habe erneut eine Geschichte wie aus dem wahren Leben auf die Leinwand gebracht. Die Leistung der Schauspieler entspreche dem Standard der Biograph. Die Frage, ob der Hausherr das Recht hatte, den Einbrecher zu erschießen, sei von Anderen zu entscheiden. Es sei vielleicht ausreichend anzumerken, dass das Opfer seinen Tod provoziert habe.